# Jealous George
Pour plus de détails, voir Fiche technique et Distribution.
Jealous George est un film muet américain réalisé par Otis Turner et sorti en 1911.

## Fiche technique
- Titre : Jealous George
- Réalisation : Otis Turner
- Scénario : Leslie T. Peacocke
- Producteur : William Selig
- Société de production : Selig Polyscope Company
- Pays de production :  États-Unis
- Genre : Comédie
- Dates de sortie : 
  - États-Unis : 14 août 1911

## Distribution
- Stan Twist
- Charles Clary
- Kathlyn Williams
- Helen Merilla
- William Stowell